# Lilium callosum

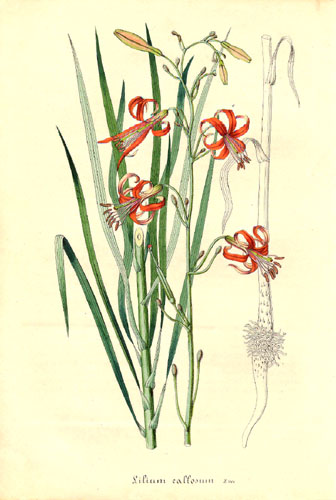
Ilustração.

Lilium callosum é uma espécie de planta com flor, pertencente à família Liliaceae.
A planta é nativa do nordeste da República da China, Japão, Coreia e Rússia.

## Sub-espécies
- L. callosum var. callosum
- L. callosum var. flaviflorum